# Chaetacis abrahami
Chaetacis abrahami là một loài nhện trong họ Araneidae.
Loài này thuộc chi Chaetacis. Chaetacis abrahami được Cândido Firmino de Mello-Leitão miêu tả năm 1948.